# Parco Natura Viva
Il Parco Natura Viva è un parco faunistico situato tra Bussolengo , in provincia di Verona non lontano dal lago di Garda. Vi si trovano molte specie a rischio che il parco alleva per poi reinserire in libertà. Da anni il parco partecipa a numerosi progetti di conservazione per la tutela e la salvaguardia di flora e fauna in via d'estinzione.
Nel 2024 il parco è stato acquistato da Zoom Torino.

## Storia

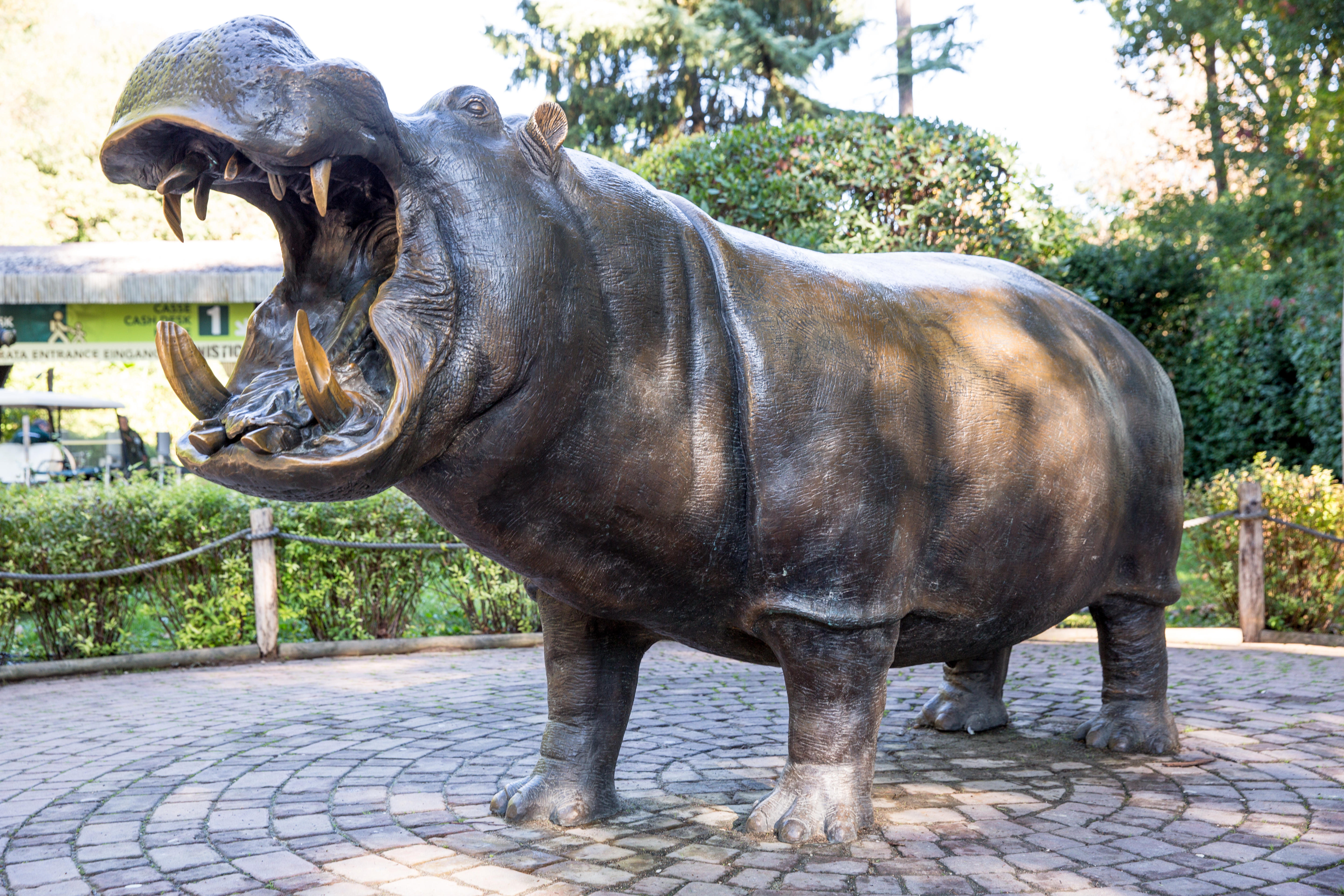
La statua di Pippo l'ippopotamo, il primo animale del Parco Natura Viva

Il Parco Natura Viva è un moderno parco zoologico, importante centro di tutela della biodiversità. Il parco, inizialmente chiamato "Parco Zoo del Garda", aprì al pubblico il 25 giugno 1969 grazie all'iniziativa dell'architetto veronese Alberto Avesani, il fondatore, e della moglie Giorgia Zaborra, che trasformarono negli anni sessanta parte della loro azienda agricola, esistente dal 1933, in un'area faunistica, raccogliendo animali della fauna locale per allevarli ed eventualmente mostrarli al pubblico. Progettato dal 1965, il parco venne inaugurato il 25 giugno 1969 con un primo settore di circa 10 ettari, l'attuale percorso Faunistico. Il primo ospite del parco fu Pippo, un ippopotamo, che diede proprio il via al parco faunistico. Pippo proveniva da un circo di passaggio che non poteva più tenere l'animale, così l'allora sindaco di Bussolengo contattò Avesani chiedendogli di costruire un ricovero permanente per il pachiderma, e questi accettò, avendo molto spazio a disposizione. L'exhibit permetteva all'animale di entrare a contatto con i visitatori, essendo di indole quasi domestica. Nel 1973, si aggiunge un settore dedicato a diverse specie di mammiferi e uccelli denominato auto safari, un percorso da effettuare a bordo del proprio automezzo. Nel 1978, la struttura venne ulteriormente ampliata con nuove aree: l'acquaterrarium, la serra tropicale, due stabili adiacenti dove ci si immerge in una foresta pluviale tropicale, in cui si trovano uccelli variopinti, farfalle e rettili, e l'area parco delle estinzioni, dove i visitatori, per la prima volta in Italia, possono ammirare modelli a grandezza naturale di alcune creature preistoriche. Dal 1985, è stato avviato un importante progetto di riqualificazione generale che ha coinvolto, e coinvolge tuttora, diversi aspetti zoologici, architettonici e manageriali.
Il 18 gennaio 2009 venne a mancare Pippo, e lo stesso anno il parco fu il primo in Italia ad ospitare il fossa, unico predatore dei lemuri del Madagascar. Nel 2010 il parco ha vinto (ex aequo con il "Jungle Splash" di Etnaland) il Parksmania Award 2010 per la migliore nuova attrazione: i Sentieri d'Africa, un percorso dove le barriere naturali permettono l'osservazione della natura e degli animali in tutta sicurezza: rinoceronti, ippopotami, scimpanzé, lemuri, antilopi, scimmie, suricati e testuggini. Nel 2012 il parco ha aperto il percorso Australian Outback, in cui si possono osservare canguri, emù, casuari e altri uccelli australiani. Nel settembre 2018, la Serra Tropicale è stata demolita per permettere i lavori di ristrutturazione e trasformarla nella nuova serra dei giganti. La nuova struttura, inaugurata il 13 settembre 2019, è un padiglione di 1600 m² dedicato al tema del gigantismo e del nanismo in natura, e ospita tra gli altri draghi di Komodo, lontre giganti, serpenti e farfalle giganti.
Nel corso della sua storia, il parco vanta diversi primati sia italiani che europei: nell'ottobre del 2021 venne a mancare Toby, il rinoceronte bianco meridionale più anziano d'Europa. Inoltre, fino alla sua morte, il parco era l'unico al mondo ad alloggiare rinoceronti e ippopotami insieme, proprio grazie all'indole mansueta di Toby. Il parco è l'unica struttura zoologica al mondo che riproduce con successo l'avvoltoio reale indiano, specie fortemente minacciata d'estinzione. Fino alla primavera del 2022, il parco era l'unico zoo italiano ad ospitare e riprodurre una coppia di orsi andini, specie piuttosto rara in Europa. Purtroppo, nel dicembre del 2022 venne a mancare il maschio Luis, considerato l'orso andino più vecchio d'Europa a 29 anni, e 4 mesi dopo morì la sua compagna Bahia a 29 anni. A seguito della loro scomparsa, nell'estate del 2023, il parco diventa il primo giardino zoologico italiano a possedere un formichiere gigante, un giovane maschio di nome Kanuku, proveniente dallo zoo di Francoforte, seguito da una femmina poco tempo dopo.
Nel 2024 il parco viene acquistato dalla stessa società che gestisce Zoom Torino.

## Sezioni del parco

### Africa Safari

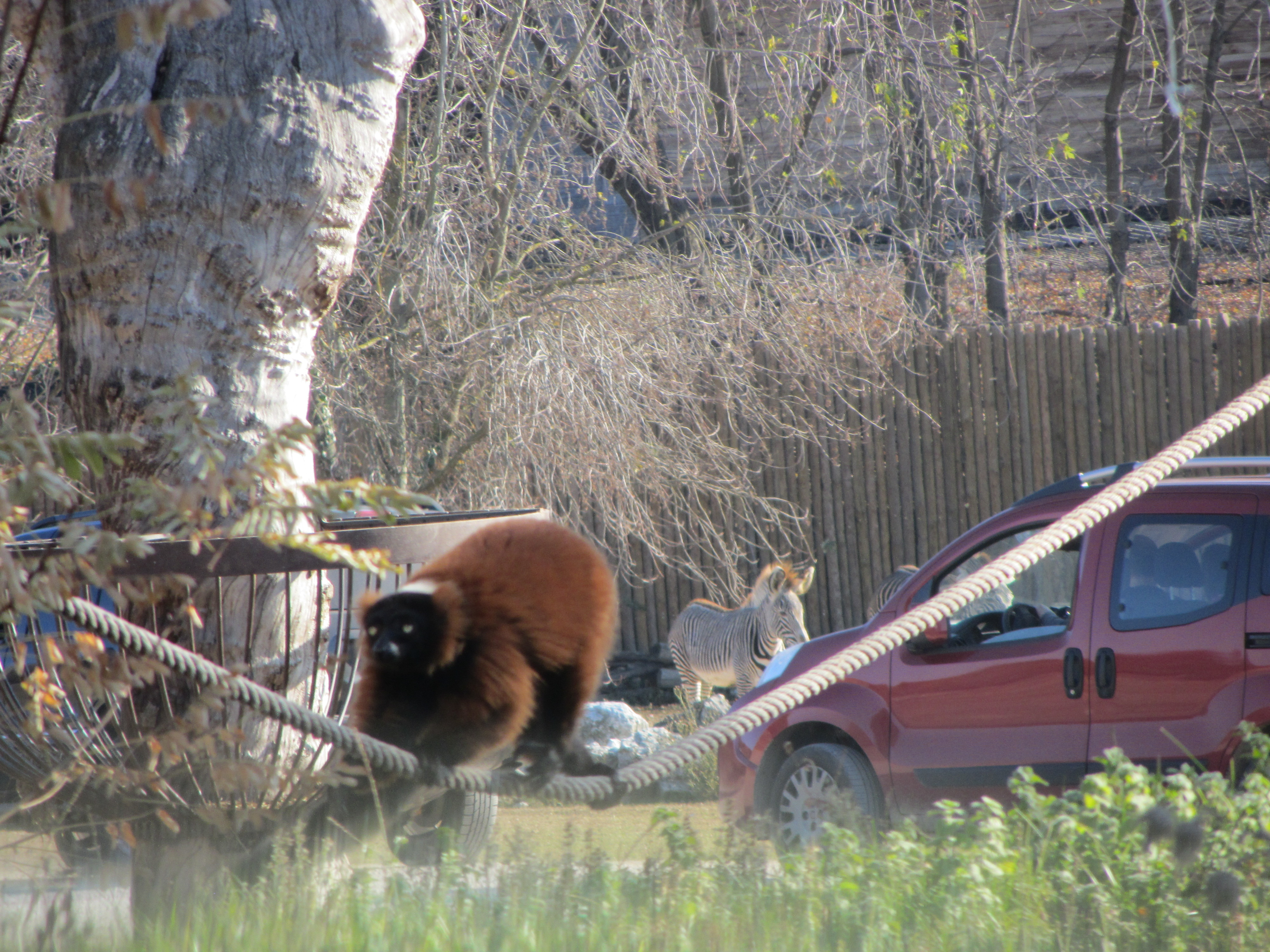
Vari rosso e zebra di Grévy, nel percorso Safari

Sezione del giardino zoologico nata nel 1973 sotto il nome di Auto safari, rende l'allora Parco Zoo del Garda il primo zoosafari del nord Italia visitabile con il proprio automezzo. Inizialmente occupava il 50% del parco, e al suo interno si potevano vedere specie di varia provenienza, come antilopi nilgai, antilopi cervicapra, tigri, mufloni e guanachi. Con i lavori di ristrutturazione del 2010 iniziano ad essere ospitate solo specie africane, e per questo il safari prende il nome di "Safari d'Africa". Nel 2025, il nome viene nuovamente cambiato in "Africa Safari".

### Sentieri d'Africa
Sentieri d'Africa è una delle sezioni del percorso faunistico più recenti, aperta infatti nel 2010, questa area fece vincere al parco (ex aequo con il Jungle Splash di Etnaland) il Parksmania Award 2010, come la migliore nuova attrazione. Quest'area è composta da percorsi pedonali dove le barriere naturali permettono l'osservazione della natura e degli animali in tutta sicurezza, concentrandosi sulle specie africane più esotiche e famose.

### Madagascar
Costruito insieme a Sentieri d'Africa, di cui risulta essere una sotto-sezione, Madagascar è l'area più piccola del percorso faunistico, e si concentra sulla fauna endemica dell'omonima isola. Il percorso è una continuazione di Sentieri d'Africa, venendo interrotto a metà dalla presenza della sezione Oceania, per poi riprendere per un breve tratto e riagganciarsi al sentiero principale.

### Oceania
La sezione Oceania è una delle aree più piccole del Parco, e ospita principalmente mammiferi e uccelli dell'Australia e della Nuova Zelanda. Quest'area è stata aperta nel 2012, sotto il nome di Australian Outback. Originariamente questa sezione ospitava solamente uccelli e wallaby dal collo rosso, ma nel luglio 2018 il Parco accolse una coppia di canguri grigi orientali: un maschio nato nel luglio 2016 allo zoo di Parigi, ed una femmina, nata nel giugno 2016 allo zoo di Krefeld, Germania. 

### Asia
La sezione Asia, accessibile dall'entrata del Parco, è una delle aree più estese del Parco, che si occupa della conservazione delle specie asiatiche in pericolo d'estinzione. In questa sezione è possibile vedere gli animali attraverso vari pannelli o reti metalliche, che permettono al visitatore di osservare gli animali pur mantenendo la privacy di quest'ultimi. All'inizio della sezione Asia si trova ancora il recinto dell'ippopotamo Pippo, oggi riadattato per ospitare le gru della Manciuria.

### House of the Dragon
La serra "House of Giants" è stata il primo intervento di rinnovamento del parco a seguito del masterplan 2017-2019. Le costruzioni della nuova serra sono iniziati nel settembre 2018, demolendo i precedenti serra tropicale e l'acquaterrarium, per permettere i lavori di ristrutturazione della nuova serra dedicata ai nani e ai giganti del mondo animale.
La precedente serra tropicale e l'acquaterrarium erano due strutture adiacenti l'uno all'altra, costruiti nel 1978; la prima era una grande serra in cui era ricreata una foresta tropicale in cui erano tenuti in semi libertà diversi animali tropicali e farfalle. L'acquaterrarium conteneva una gran quantità di rettili e pesci tropicali ospitati in terrari. Nel 2025 il nome viene cambiato in "House of the Dragon", in riferimento all'omonima serie tv, e in quanto i draghi di komodo sono considerati gli ospiti più famosi della struttura.

### America e Amazonas
L'area "America" è la terza area più estesa e ricca del Parco, e si occupa primariamente della conservazione di specie sudamericane in pericolo d'estinzione. Quest'area è una continuazione dell'area Asia. La sezione si concentra perlopiù sulla conservazione dei piccoli animali dei tropici
Amazonas è l'ultimo tratto della sezione dove si trovano alcune voliere destinate a una gran varietà di pappagalli.

### Europa

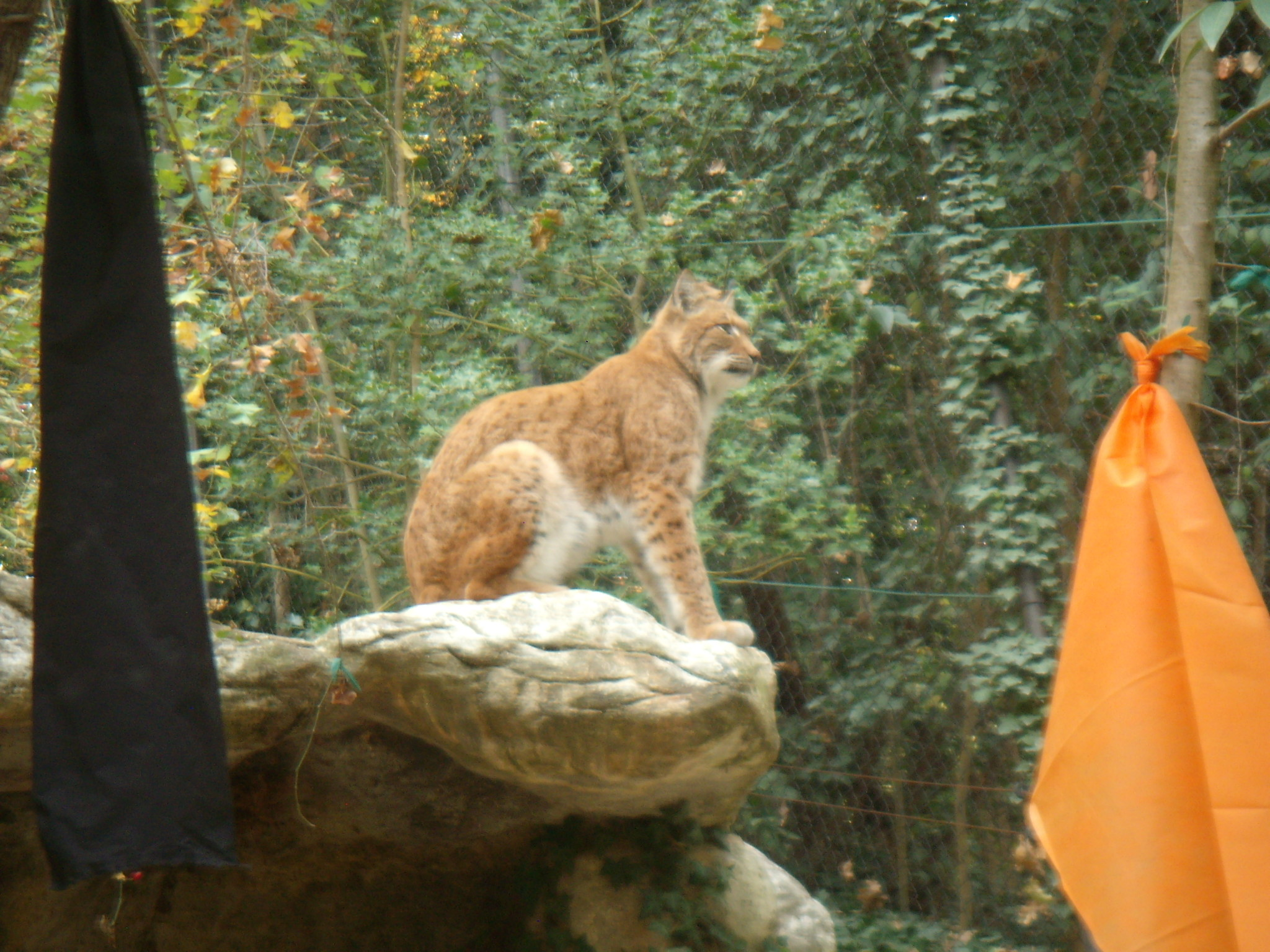
Lince eurasiatica

Una delle ultime aree del parco, in origine formata da un unico grande recinto, chiamato "bosco dei cervi", e da una terrazza panoramica, ancora oggi presente. Nel 2004 viene resa a tutti gli effetti l'area del parco dedicata alle specie europee, viene ampliata con l'attuale recinto dei bisonti e il bosco dei cervi viene suddiviso in più reparti per ospitare altre specie. Il parco ha ospitato per anni un branco di lupi grigi, guidati da un maschio proveniente dallo zoo di Lubiana, che ha portato alla nascita di 12 cuccioli. Con la morte del capobranco e l'invecchiamento degli altri esemplari, l'intero branco è stato spostato in un'area riservata più tranquilla e non visibile ai visitatori, venendo sostituiti dall'arrivo di un gruppo di lupi artici.  
Il Parco ospita il bisonte europeo, animale che in passato ha visto l'estinzione della specie in natura. Dal 2004 il Parco prende parte all'European Bison Reintroduction Project, iniziando a reintrodurre i giovani bisonti nei loro luoghi di origine: i primi esemplari a prendere parte al ripopolamento furono Ittina e Pasqualina, due femmine nate al Parco e rilasciate nel Parco nazionale Poloniny, in Slovacchia. Il Parco ha rilasciato, dal 2004 al 2018, nove bisonti, una delle quali ha dato alla luce, nel 2006, una vitella, la prima a nascere nelle foreste di origine da 400 anni. 
Un altro vanto del Parco è la sua colonia di ibis eremita con la quale partecipa a diversi programmi di conservazione per la reintroduzione di una specie migratrice nel suo habitat naturale, il cui obbiettivo è quello di ristabilire una rotta migratoria, dai siti di nidificazione in Germania e Austria all'area di svernamento in Toscana. Il Parco Natura Viva rappresenta l'unico partner italiano di questo progetto, che prevede di insegnare ai giovani uccelli, nati e cresciuti in cattività, una possibile rotta migratoria verso l'Oasi WWF della Laguna di Orbetello, in Toscana. Il Parco contribuisce anche all’iniziativa Proyecto Eremita, avviata nel 2003, che si dedica alla reintroduzione dell’ibis eremita. Il progetto ha l'obiettivo di creare una colonia stanziale, stabile e autosufficiente di ibis eremita nell'area di La Janda, nei pressi di Cadice, sulla costa atlantica della Spagna. Inoltre, il Parco ha annunciato la creazione di quello che è stato ribattezzato "l'albergo degli ibis eremita", luogo unico in Italia per l'accoglienza e il riparo per ibis eremita selvatici, dotato pareti rocciose, nidi, cibo e assistenza veterinaria per gli esemplari in migrazione.

#### Borealia
Una sotto-sezione della sezione Europa, dove si trovano alcuni animali del circolo polare artico e un'area pic-nic posta in un giardino che simula un uliveto, pianta che cresce in maniera ottimale nel parco e nelle zone limitrofe.

### Fattoria
La fattoria didattica è la zona dove si possono vedere animali domestici. Le caprette in alcuni momenti della giornata vengono lasciate scorrazzare libere nel piazzale della fattoria. 

### Chelonia
Chelonia è un piccolo tratto di sentiero in stile mediterraneo che fa parte dell'Extintion Park dove si possono trovare alcune specie mediterranee di tartarughe, già presenti sulla terra insieme ai dinosauri. L'area è stata realizzata e gestita in collaborazione con la Green Teen Team Foundation ed è la sede di varie attività volte a dare visibilità e attenzione al progetto. In questa area sono ospitate due specie e due sottospecie di testuggini europee e in aggiunta vi è un laghetto destinato alla tartaruga palustre europea.

### Jurassic Adventure
Nel 1979, dieci anni dopo l'apertura dell'allora Parco Zoo del Garda, venne inaugurato il "Parco dei dinosauri", dove per la prima volta in Italia i visitatori potevano ammirare delle riproduzioni a grandezza naturale di organismi estinti, tra dinosauri ed altre creature preistoriche, immersi nella natura circostante. Nel 2009 la sezione venne rinominata Extinction Park, una struttura dedicata alle estinzioni del passato e a quelle più recenti, per aumentare la consapevolezza di tutti verso l'importanza di salvaguardare la biodiversità. Nel 2025 l'area viene rinominata Jurassic Adventure.

## Progetti di conservazione
Il Parco Natura Viva è uno dei più importanti centri italiani per la salvaguardia delle specie in pericolo d'estinzione, collaborando con istituzioni in tutto il mondo per promuovere la salvaguardia e la conservazione dell'ambiente, tramite la promozione e la monitorizzazione di progetti di ricerca ex situ (lontani dal luogo di origine) e in situ (a favore delle specie nel loro ambiente naturale, a beneficio anche degli ecosistemi e della biodiversità), oltre a diversi progetti di ricerca, eventi scientifici e campagne EAZA, come da protocollo per tutti i giardini zoologici che aderiscono all'EAZA (Unione Europea Zoo e Acquari) e alla WAZA (Unione Mondiale Zoo e Acquari).
Il parco si fa carico di diversi progetti di conservazione ex situ, come l'allevamento in cattività ed il rilascio in natura di specie come il gipeto, il bisonte europeo, l'ibis eremita e il grifone europeo. Tra i progetti in situ perpetrati dal parco si annoverano progetti a salvaguardia di interi ecosistemi, come il Progetto Madagascar, che promuove la ricerca e la conservazione delle specie endemiche dell'isola, il Progetto Seyschelles, che mira alla ricerca e alla conservazione di specie endemiche tra cui la tartaruga delle Seyschelles e il pipistrello delle Seyschelles, e il Progetto Vietnam in collaborazione alla Fondazione ARCA, Zoom Torino e il Giardino zoologico di Pistoia, con la stretta collaborazione dell'organizzazione vietnamita GreenViet per la salvaguardia della riserva naturale di Son Tra e dell'endemico langur duca. I progetti in situ perpetrati dal parco includono anche la tutela di specie presenti nel parco, come bertucce, panda rossi, giraffe, leopardi delle nevi, tamarini edipo, cammelli della Battriana, scimpanzé, ghepardi, rinoceronti, tigri, lemuri del bambù e orsi andini.
Dal 1994, il Parco Natura Viva è studbook keeper europeo del lemure dalla coda ad anelli, di cui ospita un numeroso gruppo nell'area Madagascar.
Il Parco Natura Viva ha inoltre sostenuto diverse campagne lanciate dall'EAZA, ai fini di sensibilizzare ed istruire il pubblico con campagne di conservazione che hanno come tema specie carismatiche, ambienti e problematiche naturali. Il parco sostiene, inoltre, progetti di ricerca scientifica, come la ricerca sulla gestione animale, ricerche comportamentali, cognitive, biologia di popolazione e reintroduzione in natura, oltre ad ospitare eventi scientifici per comunità scientifica italiana e internazionale.

### Fondazione A.R.C.A.
La Fondazione A.R.C.A. (animal research conservation in action) è un progetto nato nel 2012 come un'espansione del lavoro di tutela della biodiversità del Parco Natura Viva. Fondata da Cesare Avesani Zaborra, da oltre 30 anni direttore del Parco Natura Viva, la Fondazione A.R.C.A. supporta attività nell'ambito di tutela delle specie minacciate di estinzione e valorizzazione della natura, da singole specie ad interi ecosistemi, con l'aiuto delle popolazioni locali. La fondazione sostiene diversi progetti in situ ed ex situ, supportata dall'operato del Parco Natura Viva, come la salvaguardia del bisonte europeo, il leopardo delle nevi, il gipeto, e di specie endemiche delle foreste del Madagascar, come l'indri  e la mantella arlecchino.